# Pôle métropolitain Centre Franche-Comté
Le pôle métropolitain Centre Franche-Comté est un pôle métropolitain situé en Franche-Comté, dans la région administrative Bourgogne-Franche-Comté. Créé le 6 août 2012, ce pôle est composé aujourd'hui de six grands EPCI francs-comtois situés dans les départements de Haute-Saône, du Doubs et du Jura.

## Composition

### Composition intercommunale
| Département | Intercommunalité                           | Nombre de communes | Population (dernière pop. légale) | Superficie (km2) | Densité (hab./km2) |
| ----------- | ------------------------------------------ | ------------------ | --------------------------------- | ---------------- | ------------------ |
| Doubs       | Grand Besançon Métropole                   | 67                 | 198387                            | 528,60           | 375                |
| Haute-Saône | Communauté d'agglomération de Vesoul       | 20                 | 32 207                            | 145,50           | 221                |
| Jura        | Communauté d'agglomération du Grand Dole   | 47                 | 54 718                            | 424,40           | 129                |
| Jura        | Espace communautaire Lons Agglomération    | 32                 | 34 122                            | 196,70           | 173                |
| Doubs       | Communauté de communes du Grand Pontarlier | 10                 | 28 369                            | 154,40           | 184                |
| Doubs       | Communauté de communes du Val de Morteau   | 8                  | 20 941                            | 161,69           | 127                |

### Composition communale
| Nom                     | Code Insee | Département | Gentilé                    | Superficie (km2) | Population (dernière pop. légale) | Densité (hab./km2) | Modifier                                    |
| ----------------------- | ---------- | ----------- | -------------------------- | ---------------- | --------------------------------- | ------------------ | ------------------------------------------- |
| Besançon (siège)        | 25056      | Doubs       | Bisontins                  | 65,05            | 120 057 (2022)                    | 1 846              | modifier les données · modifier les données |
| Abergement-la-Ronce     | 39001      | Jura        | Abergeois                  | 7,12             | 832 (2022)                        | 117                | modifier les données · modifier les données |
| Amagney                 | 25014      | Doubs       | Magnoulots                 | 13,13            | 937 (2022)                        | 71                 | modifier les données · modifier les données |
| Amange                  | 39008      | Jura        | Amangeois                  | 6,77             | 432 (2022)                        | 64                 | modifier les données · modifier les données |
| Andelarre               | 70019      | Haute-Saône | Andelarrois                | 4,57             | 149 (2022)                        | 33                 | modifier les données · modifier les données |
| Andelarrot              | 70020      | Haute-Saône |                            | 5,71             | 245 (2022)                        | 43                 | modifier les données · modifier les données |
| Archelange              | 39014      | Jura        | Archelangeais              | 5,09             | 218 (2022)                        | 43                 | modifier les données · modifier les données |
| Audelange               | 39024      | Jura        | Audelangeais               | 4,64             | 258 (2022)                        | 56                 | modifier les données · modifier les données |
| Audeux                  | 25030      | Doubs       | Audelais                   | 1,75             | 422 (2022)                        | 241                | modifier les données · modifier les données |
| Aumur                   | 39029      | Jura        | Aumurois                   | 9,22             | 389 (2022)                        | 42                 | modifier les données · modifier les données |
| Authume                 | 39030      | Jura        | Authumois                  | 7,52             | 874 (2022)                        | 116                | modifier les données · modifier les données |
| Auxange                 | 39031      | Jura        |                            | 5,20             | 200 (2022)                        | 38                 | modifier les données · modifier les données |
| Avanne-Aveney           | 25036      | Doubs       | Avannais                   | 8,62             | 2 237 (2022)                      | 260                | modifier les données · modifier les données |
| Baume-les-Messieurs     | 39041      | Jura        | Baumois                    | 13,09            | 159 (2022)                        | 12                 | modifier les données · modifier les données |
| Baverans                | 39042      | Jura        | Baverannais                | 3,41             | 498 (2022)                        | 146                | modifier les données · modifier les données |
| Beure                   | 25058      | Doubs       | Beurots                    | 3,99             | 1 342 (2022)                      | 336                | modifier les données · modifier les données |
| Biarne                  | 39051      | Jura        | Biarnais                   | 6,21             | 436 (2022)                        | 70                 | modifier les données · modifier les données |
| Bonnay                  | 25073      | Doubs       | Bonnayens                  | 7,66             | 828 (2022)                        | 108                | modifier les données · modifier les données |
| Bornay                  | 39066      | Jura        |                            | 6,76             | 182 (2022)                        | 27                 | modifier les données · modifier les données |
| Boussières              | 25084      | Doubs       | Boussiérois                | 5,58             | 1 200 (2022)                      | 215                | modifier les données · modifier les données |
| Braillans               | 25086      | Doubs       | Braillannais               | 1,95             | 205 (2022)                        | 105                | modifier les données · modifier les données |
| Brevans                 | 39078      | Jura        | Brevannais                 | 3,63             | 683 (2022)                        | 188                | modifier les données · modifier les données |
| Briod                   | 39079      | Jura        | Brioulais                  | 4,04             | 211 (2022)                        | 52                 | modifier les données · modifier les données |
| Busy                    | 25103      | Doubs       | Busyots                    | 5,20             | 675 (2022)                        | 130                | modifier les données · modifier les données |
| Byans-sur-Doubs         | 25105      | Doubs       | Byannais                   | 9,91             | 619 (2022)                        | 62                 | modifier les données · modifier les données |
| Cesancey                | 39088      | Jura        | Cesançois                  | 5,12             | 389 (2022)                        | 76                 | modifier les données · modifier les données |
| Chaffois                | 25110      | Doubs       | Chaffoyards                | 16,25            | 1 032 (2022)                      | 64                 | modifier les données · modifier les données |
| Chalezeule              | 25112      | Doubs       | Chalezeulois               | 3,94             | 1 326 (2022)                      | 337                | modifier les données · modifier les données |
| Chalèze                 | 25111      | Doubs       | Chaléziens                 | 5,68             | 375 (2022)                        | 66                 | modifier les données · modifier les données |
| Champagney              | 25115      | Doubs       | Champagnerots              | 3,01             | 271 (2022)                        | 90                 | modifier les données · modifier les données |
| Champagney              | 39096      | Jura        |                            | 15,58            | 460 (2022)                        | 30                 | modifier les données · modifier les données |
| Champdivers             | 39099      | Jura        | Chandevés                  | 7,45             | 445 (2022)                        | 60                 | modifier les données · modifier les données |
| Champoux                | 25117      | Doubs       | Champoursiens              | 2,98             | 90 (2022)                         | 30                 | modifier les données · modifier les données |
| Champvans               | 39101      | Jura        | Champvannais               | 14,22            | 1 460 (2022)                      | 103                | modifier les données · modifier les données |
| Champvans-les-Moulins   | 25119      | Doubs       | Champvantiers              | 2,52             | 317 (2022)                        | 126                | modifier les données · modifier les données |
| Chariez                 | 70134      | Haute-Saône | Chariéziens                | 7,66             | 220 (2022)                        | 29                 | modifier les données · modifier les données |
| Charmoille              | 70136      | Haute-Saône | Charmoillais               | 5,04             | 484 (2022)                        | 96                 | modifier les données · modifier les données |
| Chaucenne               | 25136      | Doubs       | Chaucennois                | 4,88             | 513 (2022)                        | 105                | modifier les données · modifier les données |
| Chemaudin et Vaux       | 25147      | Doubs       | Chemaudinois-Vauliers      | 12,44            | 2 114 (2022)                      | 170                | modifier les données · modifier les données |
| Chevigny                | 39141      | Jura        | Chevignoulots              | 7,67             | 268 (2022)                        | 35                 | modifier les données · modifier les données |
| Chevroz                 | 25153      | Doubs       | Chevrotins                 | 1,98             | 140 (2022)                        | 71                 | modifier les données · modifier les données |
| Chille                  | 39145      | Jura        | Chillois                   | 1,96             | 295 (2022)                        | 151                | modifier les données · modifier les données |
| Chilly-le-Vignoble      | 39146      | Jura        | Chillois                   | 3,07             | 598 (2022)                        | 195                | modifier les données · modifier les données |
| Choisey                 | 39150      | Jura        | Cabotins                   | 7,64             | 1 002 (2022)                      | 131                | modifier les données · modifier les données |
| Châtenois               | 39121      | Jura        | Castiniens                 | 8,03             | 412 (2022)                        | 51                 | modifier les données · modifier les données |
| Châtillon-le-Duc        | 25133      | Doubs       | Châtillonnais              | 6,26             | 2 025 (2022)                      | 323                | modifier les données · modifier les données |
| Colombier               | 70163      | Haute-Saône | Colombiers                 | 13,91            | 438 (2022)                        | 31                 | modifier les données · modifier les données |
| Comberjon               | 70166      | Haute-Saône | Comberjonnais              | 3,57             | 144 (2022)                        | 40                 | modifier les données · modifier les données |
| Condamine               | 39162      | Jura        |                            | 3,65             | 246 (2022)                        | 67                 | modifier les données · modifier les données |
| Conliège                | 39164      | Jura        | Conliègeois                | 6,05             | 662 (2022)                        | 109                | modifier les données · modifier les données |
| Coulevon                | 70179      | Haute-Saône | Coulevonais                | 2,66             | 173 (2022)                        | 65                 | modifier les données · modifier les données |
| Courbouzon              | 39169      | Jura        | Courbouzonnais             | 3,35             | 584 (2022)                        | 174                | modifier les données · modifier les données |
| Courlans                | 39170      | Jura        | Courlanais                 | 6,16             | 922 (2022)                        | 150                | modifier les données · modifier les données |
| Courlaoux               | 39171      | Jura        | Corlavois                  | 12,42            | 1 179 (2022)                      | 95                 | modifier les données · modifier les données |
| Crissey                 | 39182      | Jura        | Crissotins                 | 4,81             | 685 (2022)                        | 142                | modifier les données · modifier les données |
| Cussey-sur-l'Ognon      | 25186      | Doubs       | Cusseylois                 | 7,55             | 1 049 (2022)                      | 139                | modifier les données · modifier les données |
| Damparis                | 39189      | Jura        | Damparisiens               | 8,85             | 2 590 (2022)                      | 293                | modifier les données · modifier les données |
| Dannemarie-sur-Crète    | 25195      | Doubs       |                            | 4,06             | 1 503 (2022)                      | 370                | modifier les données · modifier les données |
| Deluz                   | 25197      | Doubs       | Deluziens                  | 8,03             | 627 (2022)                        | 78                 | modifier les données · modifier les données |
| Devecey                 | 25200      | Doubs       | Develçois                  | 3,78             | 1 314 (2022)                      | 348                | modifier les données · modifier les données |
| Dole                    | 39198      | Jura        | Dolois                     | 38,37            | 23 784 (2022)                     | 620                | modifier les données · modifier les données |
| Dommartin               | 25201      | Doubs       | Dommartinois               | 6,39             | 819 (2022)                        | 128                | modifier les données · modifier les données |
| Doubs                   | 25204      | Doubs       | Doubsiens                  | 8,94             | 3 309 (2022)                      | 370                | modifier les données · modifier les données |
| Échenoz-la-Méline       | 70207      | Haute-Saône | Mélinois                   | 8,09             | 3 187 (2022)                      | 394                | modifier les données · modifier les données |
| Éclans-Nenon            | 39205      | Jura        | Éclanais-Nenonais          | 25,83            | 373 (2022)                        | 14                 | modifier les données · modifier les données |
| École-Valentin          | 25212      | Doubs       | Écovaliens                 | 3,22             | 2 620 (2022)                      | 814                | modifier les données · modifier les données |
| Falletans               | 39220      | Jura        | Faltanais                  | 24,35            | 399 (2022)                        | 16                 | modifier les données · modifier les données |
| Fontain                 | 25245      | Doubs       | Fontainois                 | 21,25            | 1 200 (2022)                      | 56                 | modifier les données · modifier les données |
| Foucherans              | 39233      | Jura        | Foucheranais               | 7,70             | 2 286 (2022)                      | 297                | modifier les données · modifier les données |
| Franois                 | 25258      | Doubs       | Franoisiens                | 7,29             | 2 250 (2022)                      | 309                | modifier les données · modifier les données |
| Frasne-les-Meulières    | 39238      | Jura        | Frasnais                   | 4,88             | 106 (2022)                        | 22                 | modifier les données · modifier les données |
| Frotey-lès-Vesoul       | 70261      | Haute-Saône | Frotéens                   | 7,63             | 1 367 (2022)                      | 179                | modifier les données · modifier les données |
| Frébuans                | 39241      | Jura        | Frébuanais                 | 2,65             | 388 (2022)                        | 146                | modifier les données · modifier les données |
| Geneuille               | 25265      | Doubs       | Geneuillois                | 6,45             | 1 264 (2022)                      | 196                | modifier les données · modifier les données |
| Gennes                  | 25267      | Doubs       | Gennois                    | 7,18             | 676 (2022)                        | 94                 | modifier les données · modifier les données |
| Geruge                  | 39250      | Jura        | Gerugeois                  | 4,36             | 189 (2022)                        | 43                 | modifier les données · modifier les données |
| Gevingey                | 39251      | Jura        | Gevingeois                 | 5,90             | 441 (2022)                        | 75                 | modifier les données · modifier les données |
| Gevry                   | 39252      | Jura        | Gevrotins                  | 5,31             | 732 (2022)                        | 138                | modifier les données · modifier les données |
| Grand'Combe-Châteleu    | 25285      | Doubs       | Beugnons                   | 21,46            | 1 507 (2022)                      | 70                 | modifier les données · modifier les données |
| Grandfontaine           | 25287      | Doubs       | Grandifontains             | 5,68             | 1 810 (2022)                      | 319                | modifier les données · modifier les données |
| Granges-Narboz          | 25293      | Doubs       | Grangeards                 | 16,22            | 1 355 (2022)                      | 84                 | modifier les données · modifier les données |
| Gredisans               | 39262      | Jura        | Gredaillers                | 2,37             | 131 (2022)                        | 55                 | modifier les données · modifier les données |
| Houtaud                 | 25309      | Doubs       | Hostasiens                 | 7,89             | 1 197 (2022)                      | 152                | modifier les données · modifier les données |
| Jouhe                   | 39270      | Jura        | Jouhannais                 | 5,96             | 537 (2022)                        | 90                 | modifier les données · modifier les données |
| L'Étoile                | 39217      | Jura        | Stelliens                  | 6,13             | 573 (2022)                        | 93                 | modifier les données · modifier les données |
| La Chevillotte          | 25152      | Doubs       | Chevillotains              | 7,68             | 143 (2022)                        | 19                 | modifier les données · modifier les données |
| La Cluse-et-Mijoux      | 25157      | Doubs       | Clusiens                   | 22,50            | 1 317 (2022)                      | 59                 | modifier les données · modifier les données |
| La Vèze                 | 25611      | Doubs       | Véziers                    | 5,27             | 495 (2022)                        | 94                 | modifier les données · modifier les données |
| Larnod                  | 25328      | Doubs       | Larnodiens                 | 4,05             | 784 (2022)                        | 194                | modifier les données · modifier les données |
| Lavangeot               | 39284      | Jura        |                            | 2,41             | 141 (2022)                        | 59                 | modifier les données · modifier les données |
| Lavans-lès-Dole         | 39285      | Jura        | Lavantés                   | 10,27            | 327 (2022)                        | 32                 | modifier les données · modifier les données |
| Le Bélieu               | 25050      | Doubs       |                            | 10,72            | 512 (2022)                        | 48                 | modifier les données · modifier les données |
| Le Deschaux             | 39193      | Jura        | Deschaliens                | 8,56             | 1 030 (2022)                      | 120                | modifier les données · modifier les données |
| Le Gratteris            | 25297      | Doubs       |                            | 2,97             | 163 (2022)                        | 55                 | modifier les données · modifier les données |
| Le Pin                  | 39421      | Jura        | Pinois                     | 2,82             | 237 (2022)                        | 84                 | modifier les données · modifier les données |
| Les Auxons              | 25035      | Doubs       | Auxois                     | 9,16             | 2 522 (2022)                      | 275                | modifier les données · modifier les données |
| Les Combes              | 25160      | Doubs       | Comboillards               | 17,58            | 770 (2022)                        | 44                 | modifier les données · modifier les données |
| Les Fins                | 25240      | Doubs       | Finois                     | 25,39            | 3 062 (2022)                      | 121                | modifier les données · modifier les données |
| Les Gras                | 25296      | Doubs       | Rosillards                 | 14,99            | 804 (2022)                        | 54                 | modifier les données · modifier les données |
| Lons-le-Saunier         | 39300      | Jura        | Lédoniens                  | 7,68             | 16 942 (2022)                     | 2 206              | modifier les données · modifier les données |
| Macornay                | 39306      | Jura        | Macorneusiens              | 4,60             | 1 027 (2022)                      | 223                | modifier les données · modifier les données |
| Malange                 | 39308      | Jura        | Malangeais                 | 8,40             | 319 (2022)                        | 38                 | modifier les données · modifier les données |
| Mamirolle               | 25364      | Doubs       | Mamirollais                | 14,46            | 1 974 (2022)                      | 137                | modifier les données · modifier les données |
| Marchaux-Chaudefontaine | 25368      | Doubs       | Marchaliens-Caldifontains  | 16,39            | 1 429 (2022)                      | 87                 | modifier les données · modifier les données |
| Mazerolles-le-Salin     | 25371      | Doubs       | Mazerollais                | 4,20             | 220 (2022)                        | 52                 | modifier les données · modifier les données |
| Menotey                 | 39323      | Jura        | Menoteyers                 | 5,02             | 301 (2022)                        | 60                 | modifier les données · modifier les données |
| Messia-sur-Sorne        | 39327      | Jura        | Messornais                 | 2,69             | 891 (2022)                        | 331                | modifier les données · modifier les données |
| Miserey-Salines         | 25381      | Doubs       | Miseroulets                | 6,22             | 2 660 (2022)                      | 428                | modifier les données · modifier les données |
| Moiron                  | 39334      | Jura        | Moironnais                 | 1,85             | 133 (2022)                        | 72                 | modifier les données · modifier les données |
| Moissey                 | 39335      | Jura        | Moisseyais                 | 10,63            | 565 (2022)                        | 53                 | modifier les données · modifier les données |
| Monnières               | 39345      | Jura        | Monniérois                 | 2,06             | 390 (2022)                        | 189                | modifier les données · modifier les données |
| Mont-le-Vernois         | 70367      | Haute-Saône |                            | 7,76             | 191 (2022)                        | 25                 | modifier les données · modifier les données |
| Montaigu                | 39348      | Jura        | Montacutains               | 7,10             | 421 (2022)                        | 59                 | modifier les données · modifier les données |
| Montcey                 | 70358      | Haute-Saône | Montcéens                  | 8,12             | 266 (2022)                        | 33                 | modifier les données · modifier les données |
| Montfaucon              | 25395      | Doubs       | Montfauconais Falcomontais | 7,25             | 1 608 (2022)                      | 222                | modifier les données · modifier les données |
| Montferrand-le-Château  | 25397      | Doubs       | Montferrandais             | 7,48             | 2 191 (2022)                      | 293                | modifier les données · modifier les données |
| Montigny-lès-Vesoul     | 70363      | Haute-Saône | Montinois                  | 6,47             | 635 (2022)                        | 98                 | modifier les données · modifier les données |
| Montlebon               | 25403      | Doubs       | Belmontois                 | 27,27            | 2 227 (2022)                      | 82                 | modifier les données · modifier les données |
| Montmorot               | 39362      | Jura        | Catharus                   | 11,36            | 3 207 (2022)                      | 282                | modifier les données · modifier les données |
| Morre                   | 25410      | Doubs       | Morriers                   | 5,27             | 1 321 (2022)                      | 251                | modifier les données · modifier les données |
| Morteau                 | 25411      | Doubs       | Mortuaciens                | 14,11            | 6 905 (2022)                      | 489                | modifier les données · modifier les données |
| Mérey-Vieilley          | 25376      | Doubs       |                            | 3,42             | 168 (2022)                        | 49                 | modifier les données · modifier les données |
| Nancray                 | 25418      | Doubs       | Nancréens                  | 16,48            | 1 300 (2022)                      | 79                 | modifier les données · modifier les données |
| Navenne                 | 70378      | Haute-Saône | Navennois                  | 3,91             | 1 591 (2022)                      | 407                | modifier les données · modifier les données |
| Nevy-lès-Dole           | 39387      | Jura        |                            | 7,01             | 290 (2022)                        | 41                 | modifier les données · modifier les données |
| Noidans-lès-Vesoul      | 70388      | Haute-Saône | Noidanais                  | 8,64             | 1 979 (2022)                      | 229                | modifier les données · modifier les données |
| Noironte                | 25427      | Doubs       | Noirontais                 | 6,73             | 401 (2022)                        | 60                 | modifier les données · modifier les données |
| Novillars               | 25429      | Doubs       | Novillarois                | 2,02             | 1 345 (2022)                      | 666                | modifier les données · modifier les données |
| Osselle-Routelle        | 25438      | Doubs       |                            | 10,74            | 956 (2022)                        | 89                 | modifier les données · modifier les données |
| Palise                  | 25444      | Doubs       | Palisiens                  | 2,09             | 145 (2022)                        | 69                 | modifier les données · modifier les données |
| Pannessières            | 39404      | Jura        | Pannessièrois              | 5,35             | 448 (2022)                        | 84                 | modifier les données · modifier les données |
| Parcey                  | 39405      | Jura        | Parcillons                 | 8,94             | 1 023 (2022)                      | 114                | modifier les données · modifier les données |
| Peintre                 | 39409      | Jura        | Peintrais                  | 6,34             | 134 (2022)                        | 21                 | modifier les données · modifier les données |
| Pelousey                | 25448      | Doubs       | Pelouséens                 | 6,18             | 1 588 (2022)                      | 257                | modifier les données · modifier les données |
| Perrigny                | 39411      | Jura        | Perrignois                 | 8,89             | 1 535 (2022)                      | 173                | modifier les données · modifier les données |
| Peseux                  | 39412      | Jura        | Pesotins                   | 5,36             | 295 (2022)                        | 55                 | modifier les données · modifier les données |
| Pirey                   | 25454      | Doubs       | Piroulets                  | 6,67             | 2 179 (2022)                      | 327                | modifier les données · modifier les données |
| Pointre                 | 39432      | Jura        | Pointrés                   | 6,54             | 126 (2022)                        | 19                 | modifier les données · modifier les données |
| Pontarlier              | 25462      | Doubs       | Pontissaliens              | 41,35            | 17 928 (2022)                     | 434                | modifier les données · modifier les données |
| Pouilley-Français       | 25466      | Doubs       | Francs-Pouillais           | 6,08             | 824 (2022)                        | 136                | modifier les données · modifier les données |
| Pouilley-les-Vignes     | 25467      | Doubs       | Appuliens                  | 9,34             | 2 162 (2022)                      | 231                | modifier les données · modifier les données |
| Publy                   | 39445      | Jura        | Publicains                 | 15,18            | 276 (2022)                        | 18                 | modifier les données · modifier les données |
| Pugey                   | 25473      | Doubs       | Pugelots                   | 7,32             | 686 (2022)                        | 94                 | modifier les données · modifier les données |
| Pusey                   | 70428      | Haute-Saône | Puséens                    | 8,18             | 1 437 (2022)                      | 176                | modifier les données · modifier les données |
| Pusy-et-Épenoux         | 70429      | Haute-Saône | Pusypenois                 | 10,07            | 542 (2022)                        | 54                 | modifier les données · modifier les données |
| Quincey                 | 70433      | Haute-Saône | Quincéens                  | 12,63            | 1 359 (2022)                      | 108                | modifier les données · modifier les données |
| Rainans                 | 39449      | Jura        | Rainantais                 | 3,67             | 265 (2022)                        | 72                 | modifier les données · modifier les données |
| Rancenay                | 25477      | Doubs       | Rancenais                  | 3,66             | 421 (2022)                        | 115                | modifier les données · modifier les données |
| Revigny                 | 39458      | Jura        | Revignois                  | 6,51             | 236 (2022)                        | 36                 | modifier les données · modifier les données |
| Roche-lez-Beaupré       | 25495      | Doubs       | Rochois                    | 5,63             | 2 185 (2022)                      | 388                | modifier les données · modifier les données |
| Rochefort-sur-Nenon     | 39462      | Jura        | Rochefortains              | 10,20            | 692 (2022)                        | 68                 | modifier les données · modifier les données |
| Romange                 | 39465      | Jura        |                            | 5,49             | 214 (2022)                        | 39                 | modifier les données · modifier les données |
| Roset-Fluans            | 25502      | Doubs       | Roselois                   | 8,28             | 578 (2022)                        | 70                 | modifier les données · modifier les données |
| Saint-Aubin             | 39476      | Jura        | Saint-Aubinois             | 33,76            | 1 855 (2022)                      | 55                 | modifier les données · modifier les données |
| Saint-Didier            | 39480      | Jura        | San-Desiderois             | 3,02             | 277 (2022)                        | 92                 | modifier les données · modifier les données |
| Saint-Vit               | 25527      | Doubs       | Saint-Vitois               | 16,44            | 5 059 (2022)                      | 308                | modifier les données · modifier les données |
| Sainte-Colombe          | 25515      | Doubs       | Colombins                  | 10,49            | 482 (2022)                        | 46                 | modifier les données · modifier les données |
| Sampans                 | 39501      | Jura        | Sampenois                  | 7,58             | 1 114 (2022)                      | 147                | modifier les données · modifier les données |
| Saône                   | 25532      | Doubs       | Saônois                    | 20,55            | 3 142 (2022)                      | 153                | modifier les données · modifier les données |
| Serre-les-Sapins        | 25542      | Doubs       | Serri-Sapinois             | 5,24             | 1 921 (2022)                      | 367                | modifier les données · modifier les données |
| Tallenay                | 25557      | Doubs       | Tallenaysiens              | 2,34             | 437 (2022)                        | 187                | modifier les données · modifier les données |
| Tavaux                  | 39526      | Jura        | Tavellois                  | 13,86            | 3 926 (2022)                      | 283                | modifier les données · modifier les données |
| Thise                   | 25560      | Doubs       | Thisiens                   | 8,93             | 2 990 (2022)                      | 335                | modifier les données · modifier les données |
| Thoraise                | 25561      | Doubs       | Thoraisiens                | 3,99             | 336 (2022)                        | 84                 | modifier les données · modifier les données |
| Torpes                  | 25564      | Doubs       | Torpésiens                 | 5,55             | 1 004 (2022)                      | 181                | modifier les données · modifier les données |
| Trenal                  | 39537      | Jura        | Trénaliens                 | 9,54             | 471 (2022)                        | 49                 | modifier les données · modifier les données |
| Vaire                   | 25575      | Doubs       | Vairiers                   | 14,04            | 805 (2022)                        | 57                 | modifier les données · modifier les données |
| Vaivre-et-Montoille     | 70513      | Haute-Saône | Vaivrois                   | 8,48             | 2 436 (2022)                      | 287                | modifier les données · modifier les données |
| Velesmes-Essarts        | 25594      | Doubs       | Velesmois                  | 2,92             | 363 (2022)                        | 124                | modifier les données · modifier les données |
| Venise                  | 25598      | Doubs       | Véniziens                  | 6,18             | 518 (2022)                        | 84                 | modifier les données · modifier les données |
| Verges                  | 39550      | Jura        | Vergeois                   | 6,16             | 197 (2022)                        | 32                 | modifier les données · modifier les données |
| Vernantois              | 39552      | Jura        | Vernantoisiens             | 6,99             | 287 (2022)                        | 41                 | modifier les données · modifier les données |
| Verrières-de-Joux       | 25609      | Doubs       | Varisiens                  | 10,15            | 472 (2022)                        | 47                 | modifier les données · modifier les données |
| Vesoul                  | 70550      | Haute-Saône | Vésuliens                  | 9,07             | 15 306 (2022)                     | 1 688              | modifier les données · modifier les données |
| Vevy                    | 39558      | Jura        | Vivissois                  | 9,62             | 302 (2022)                        | 31                 | modifier les données · modifier les données |
| Vieilley                | 25612      | Doubs       | Vieilleys                  | 9,43             | 667 (2022)                        | 71                 | modifier les données · modifier les données |
| Villars-Saint-Georges   | 25616      | Doubs       |                            | 5,15             | 283 (2022)                        | 55                 | modifier les données · modifier les données |
| Villeneuve-sous-Pymont  | 39567      | Jura        |                            | 2,67             | 305 (2022)                        | 114                | modifier les données · modifier les données |
| Villeparois             | 70559      | Haute-Saône |                            | 3,32             | 190 (2022)                        | 57                 | modifier les données · modifier les données |
| Villers-Robert          | 39571      | Jura        | Villerobertisses           | 10,13            | 240 (2022)                        | 24                 | modifier les données · modifier les données |
| Villers-le-Lac          | 25321      | Doubs       | Villeriers                 | 30,17            | 5 248 (2022)                      | 174                | modifier les données · modifier les données |
| Villette-lès-Dole       | 39573      | Jura        | Villettois                 | 4,59             | 798 (2022)                        | 174                | modifier les données · modifier les données |
| Vorges-les-Pins         | 25631      | Doubs       | Vorgiens                   | 4,76             | 571 (2022)                        | 120                | modifier les données · modifier les données |
| Vriange                 | 39584      | Jura        | Vriangers                  | 5,78             | 162 (2022)                        | 28                 | modifier les données · modifier les données |
| Vuillecin               | 25634      | Doubs       | Vuillecinois               | 14,24            | 669 (2022)                        | 47                 | modifier les données · modifier les données |